# Jan Ernst van der Pek
Jan Ernst van der Pek (Amsterdam, 5 oktober 1865 – Amsterdam, 23 maart 1919) was een Amsterdams architect, die veel heeft betekend voor de ontwikkeling van de volkshuisvesting, door in Amsterdam diverse complexen arbeiderswoningen te ontwerpen die degelijk en betaalbaar waren en als voorbeeld dienden voor andere architecten.
Van der Pek studeerde bouwkunde aan de Polytechnische School te Delft. Terug in Amsterdam raakte hij betrokken bij initiatieven vanuit de burgerij om verbetering te brengen in de mensonwaardige woonomstandigheden van het industrieproletariaat. Eind 1895 nam hij deel aan de oprichting van de N.V. Bouwonderneming 'Jordaan' , een poging om op economische voorwaarden nieuwbouw voor arbeiders te realiseren. Hij ontwierp en bouwde uiteindelijk ruim twee blokken met honderd woningen aan de Lindengracht en Goudsbloemstraat.
Het bleek niet mogelijk om op grote schaal kapitaal aan te trekken voor volkswoningbouw. Maar de Woningwet van minister Goeman Borgesius maakte het mogelijk om woningbouwverenigingen op te richten die met financiële steun van de overheid bouwden. De eerste Woningwetwoningen in Amsterdam werden door Van der Pek gebouwd aan de Van Beuningenstraat in 1909. Ook in de Indische buurt bouwde hij in die eerste periode woningblokken voor Rochdale (zogenaamde Van der Pekblokken) en andere maatschappijen. Voor de Woningdienst van Amsterdam ontwierp hij onder andere de woningen in de droogmakerij Buiksloterham (Amsterdam-Noord), de huidige Van der Pekbuurt.
Van der Pek werkte volgens moderne hygiënische denkbeelden. Ouders en kinderen moesten gescheiden slaapvertrekken hebben, die dagelijks gemakkelijk konden worden gelucht. Stromend water en WC moesten in elke woning aanwezig zijn, en niet in het trapportaal. Bergingen moesten als zodanig worden gebruikt en niet als woonruimte. Als de opdrachtgever akkoord ging, voegde hij aan de woningen enkele centrale voorzieningen toe als een tuin en een bibliotheek. Soms ging hij achteraf bij de bewoners informeren naar hun bevindingen. Bovendien werd hij voortdurend geïnformeerd en geadviseerd door zijn echtgenote Louise Went, die als woningopzichteres wekelijks bij de mensen de huur ophaalde en zo een oogje in het zeil hield.
Jan van der Pek was geen socialist, maar als veel progressieve liberalen in die dagen was hij gegrepen door het ideaal van verheffing van de werkende stand. Hij was bestuurslid van de Volksbond tegen drankmisbruik en lid van het Burgerlijk Armbestuur, de voorloper van de Sociale Dienst. In dat rijtje past ook zijn ontwerp (1912-1913) voor Pieter de Hoochstraat 78, waar een school voor de School voor maatschappelijk werk in werd gevestigd.

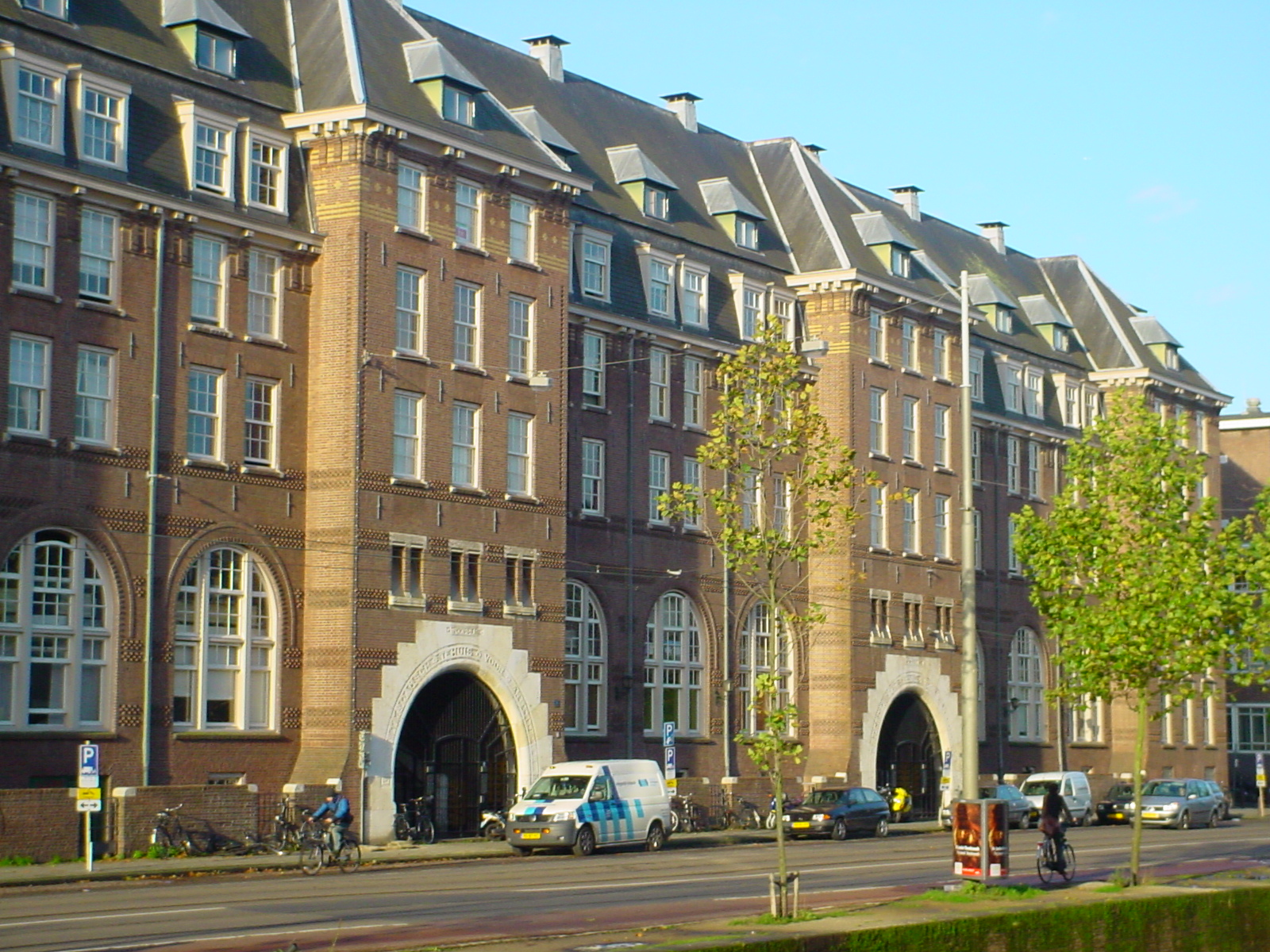
Amsterdamsch Tehuis voor Arbeiders, Marnixstraat; anno 1918.
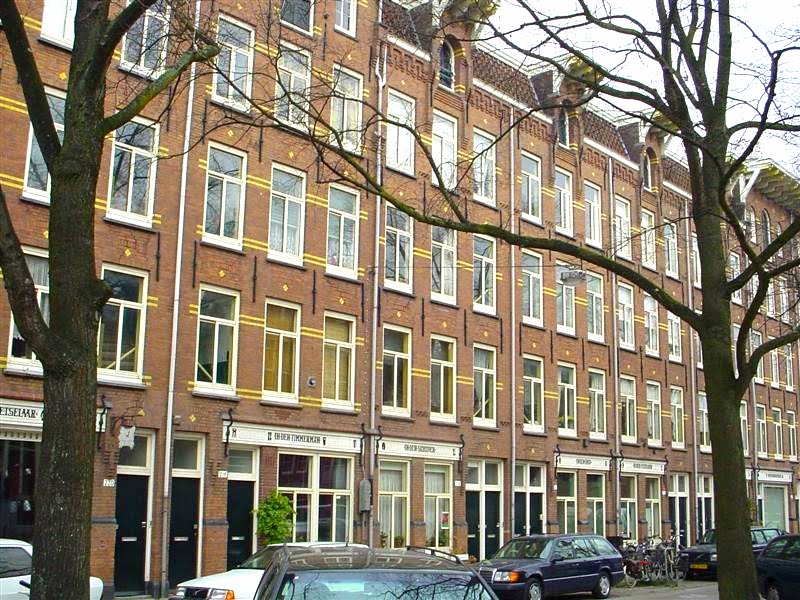
Complex van de Bouwonderneming Jordaan NV aan de Lindengracht; anno 1896.
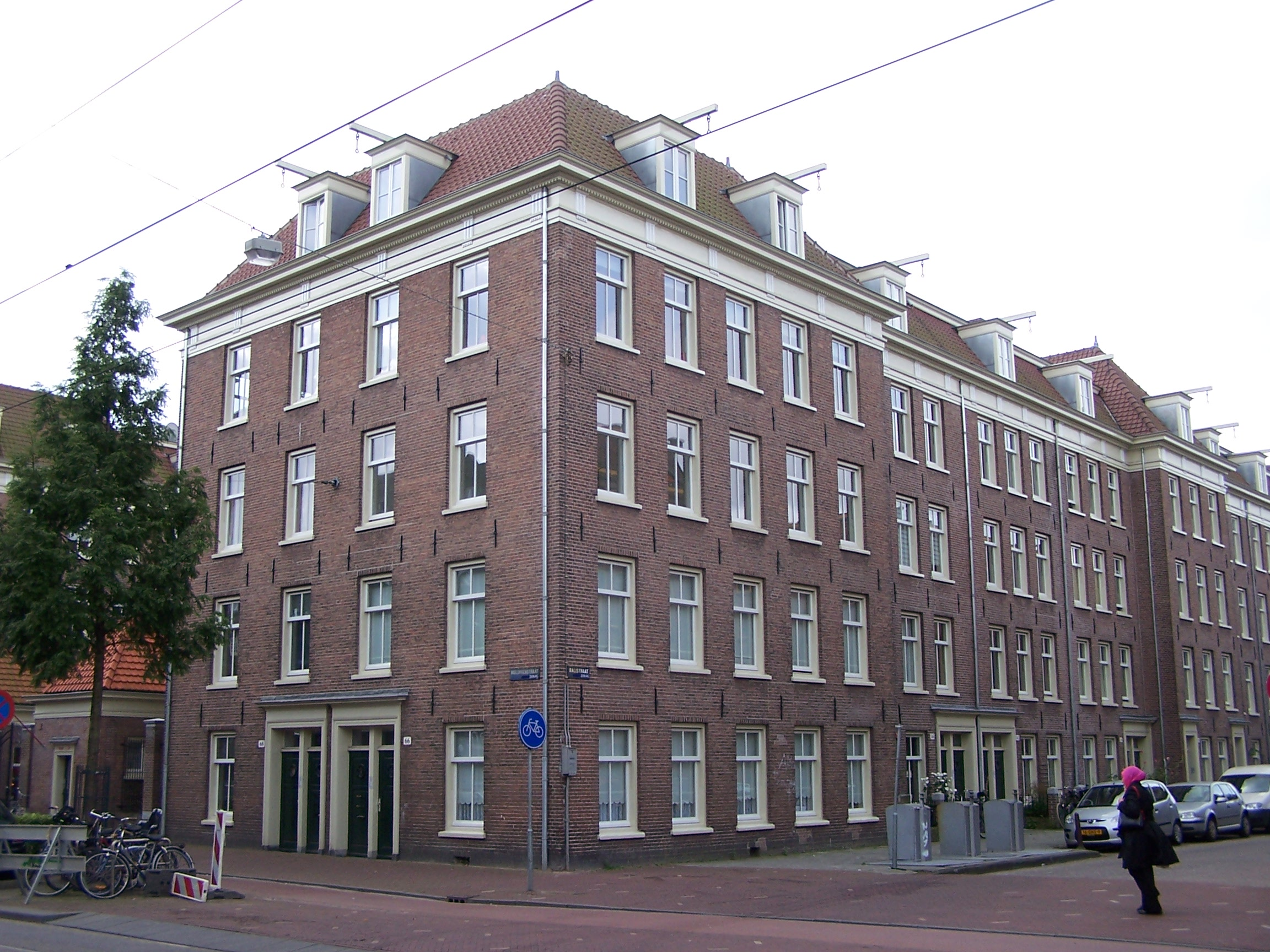
Arbeiderswoningen aan de Molukkenstraat in de Indische Buurt; anno 1911-1912.
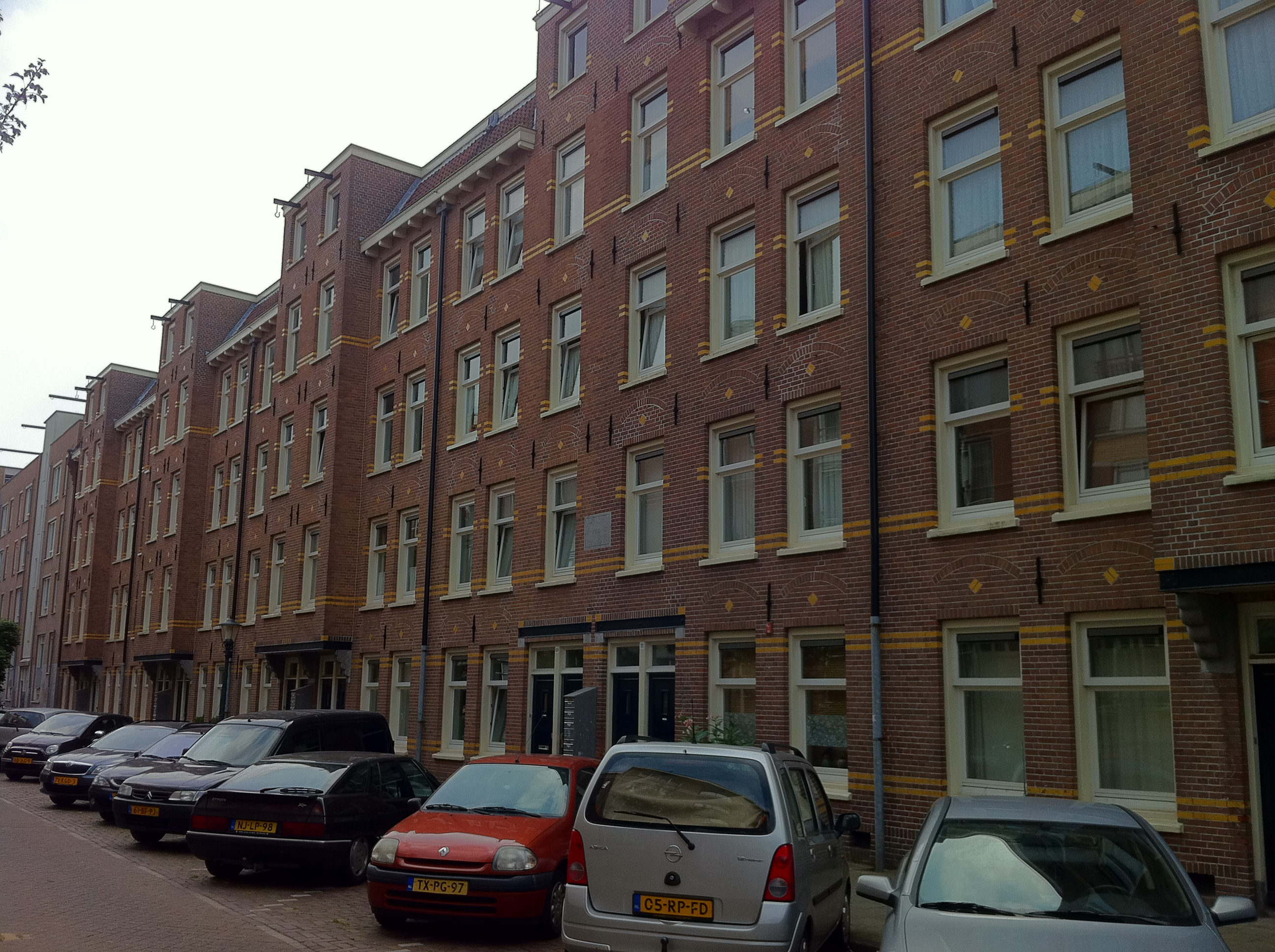
Van Beuningenstraat voor woningbouwvereniging Rochdale.
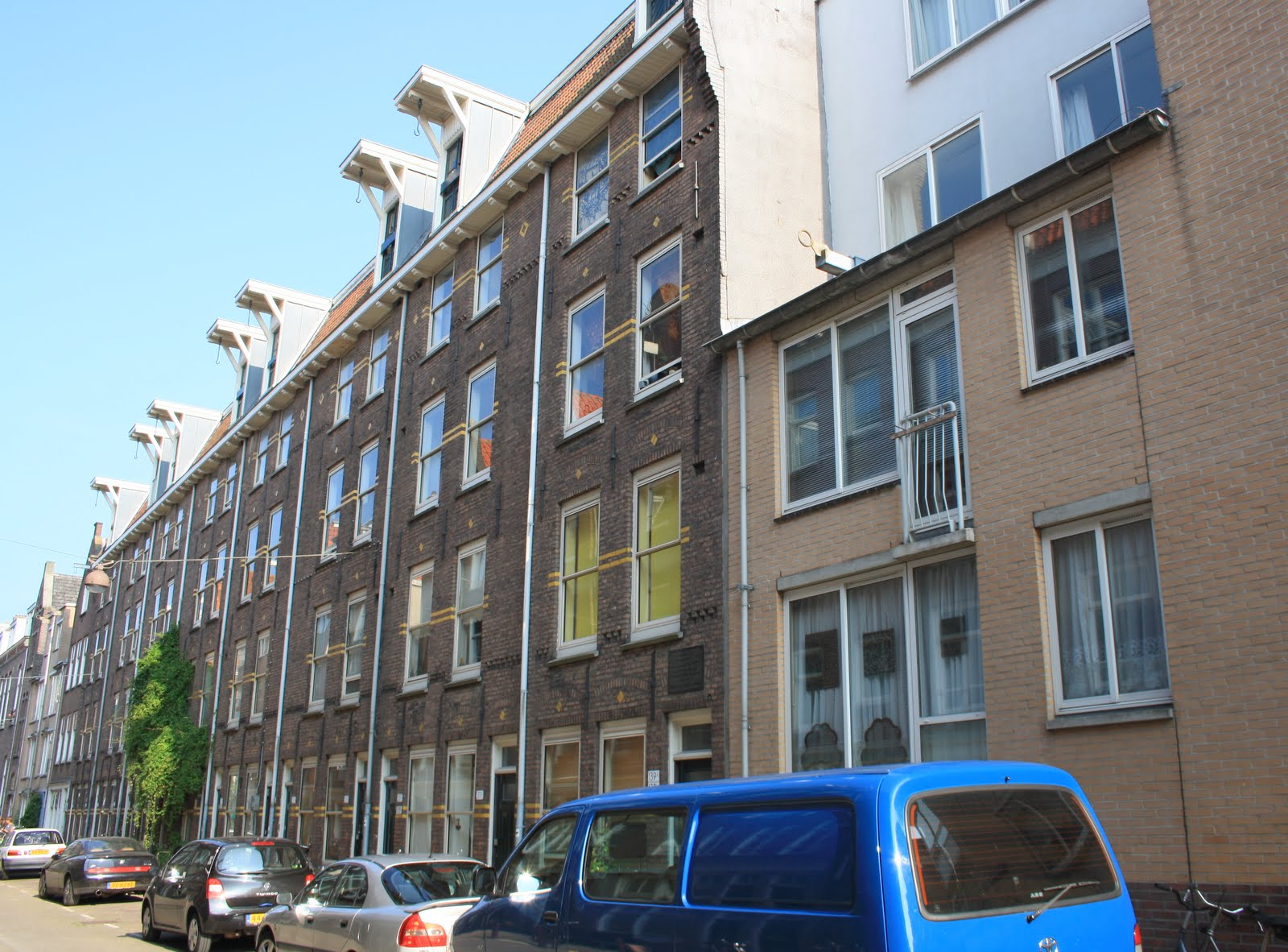
Goudsbloemstraat voor Bouwonderneming Jordaan NV, nu verhuurd door Ymere.
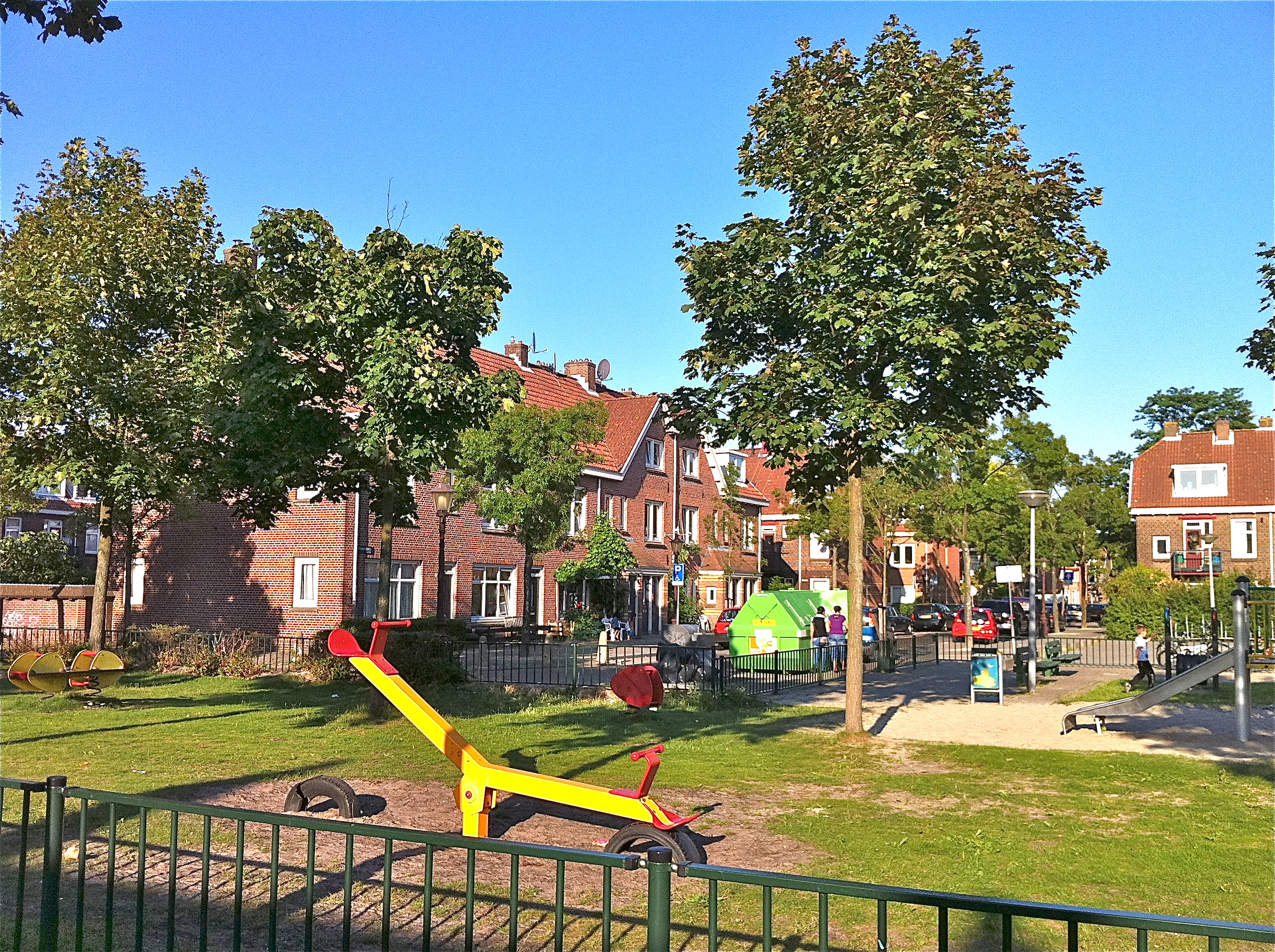
Van der Pekbuurt in Amsterdam-Noord.